# Kvelertak
Kvelertak (з норвезької «задушливий») — норвезький метал гурт зі Ставангеру, утворений у 2007 році, що грає блек-н-рол, гардкор-панк і сладж-метал. Більшість пісень виконують норвезькою мовою.
У 2010 році гурт отримав дві нагороди на Spellemannprisen, найпрестижнішій норвезької музичної премії, як «Кращий рок-гурт» та «Кращий дебют» за альбом «Kvelertak».
Пісня «Mjød» використовувалася у саундтреку норвезького фільму «Мисливці на тролів» 2010 року.
У 2018 році колектив оголосив про відхід вокаліста і співзасновника гурту Ерленда Гельвіка, і представив нового вокаліста — ним став 39-річний Івар Ніколайсен. Він дебютував у складі Kvelertak 20 липня на фестивалі Fjellparkfestivalen у Флеккефьорді, Норвегія.

## Склад

### Поточні учасники
- Відар Ланда — гітара (з 2007)
- Бьярте Люнд Ролан — гітара, бек-вокал (з 2007)
- Марвин Нюґаард — бас (з 2007)
- Мяцек Офстад — гітара, бек-вокал (з 2009)
- Івар Ніколайсен — вокал (з 2018)
- Гавард Такле Огр — ударні (з 2019)

### Колишні учасники
- Ерленд Гельвік — вокал (2007—2018)
- Андерс Моснес — ударні (2007—2008), гітара (2007—2009)
- Кєтил Ґєрмундрод — ударні (2008—2019)

## Дискографія
- 2007 — «Westcoast Holocaust» (демо)
- 2010 — «Kvelertak»
- 2013 — «Meir»
- 2013 — «Gojira/Kvelertak Live» (EP спліт з Gojira)
- 2016 — «Nattersferd»
- 2020 — «Splid»[6]